# Francesco Failla

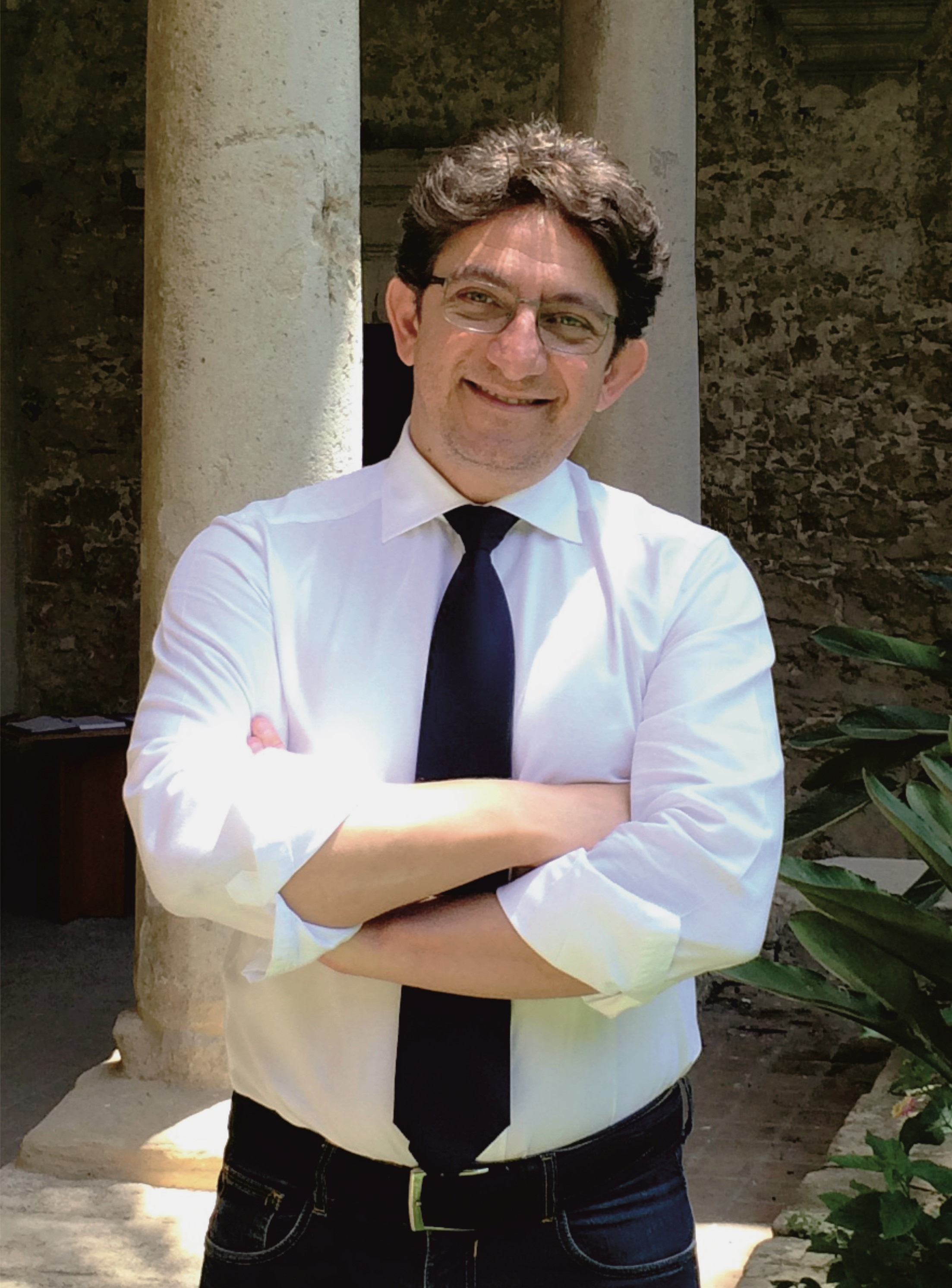
Francesco Failla nel chiostro della diocesi di Caltagirone

Francesco Failla (Caltagirone, dicembre 1970) è un archivista italiano, direttore dell'archivio storico e della biblioteca "Mario e Luigi Sturzo" della diocesi di Caltagirone.

## Biografia
È cultore in storia moderna presso il dipartimento di scienze umanistiche dell'Università degli Studi di Catania e componente della consulta nazionale per i beni culturali ecclesiastici della Conferenza Episcopale Italiana.
È stato vicepresidente nazionale dell'Associazione bibliotecari ecclesiastici italiani nei quinquenni 2013-2018 e 2018-2023. 
Ha pubblicato contributi sul ruolo delle istituzioni culturali ecclesiastiche per la valorizzazione delle comunità.
È autore di saggi e monografie sull'opera e le politiche culturali di don Luigi Sturzo e di un monologo teatrale ispirato all'Appello ai liberi e forti per la prima volta presentato in occasione del Festival dei Due Mondi di Spoleto del 2019.

## Opere

### Monografie
- I lampioni di Caltagirone. Don Luigi Sturzo e la luce elettrica in Sicilia, EDB, Bologna 2016
- F. Failla, U. Pedi, Dilectissimi fratres et filii. Lettere, messaggi e Omelie di inizio ministero pastorale dei vescovi della chiesa di Caltagirone nel bicentenario dell'erezione (1816-2016), Edizioni Grafiser, Troina 2017
- F. Failla, L. Scalisi, Tracce d'Oriente. Gesuiti siciliani nella Cina del Celeste Impero, Domenico Sanfilippo Editore, 2022

### Contributi in volume
- Luigi Sturzo: «Naturalmente il mio cuore era in Italia», in Ezio Costanzo (a cura di), Sicily 1943-2023, Fondazione OELLE, Catania 2023, pp. 35-39.
- Litterae ex Regno Sinarum.Gesuiti siciliani raccontano la Cina, in Lina Scalisi, Francesco Failla (a cura di), Tracce d'Oriente. Gesuiti siciliani nella Cina del Celeste Impero, Domenico Sanfilippo Editore, Catania 2022, pp. 237-260.z
- Nicola Longobardo da Caltagirone. Un gesuita calatino missionario in Cina nel XVII secolo, in A. Lo Nardo, V. Giunta, G. Portogallo, Prospero Intorcetta SJ. Un siculus platiensis nella Cina del XVII secolo, Fondazione Prospero Intorcetta Cultura Aperta, Piazza Armerina 2018
- Itinerari sturziani: i luoghi, la fede, la memoria, in F. Failla, G. Federico, U. Pedi (a cura di), Don Luigi Sturzo apostolo della carità politica, Roma Città Nuova 2012, pp. 187-215.